# Затхлино
Затхлино — деревня в Шуйском районе Ивановской области. Входит в состав Колобовского городского поселения.

## География
Находится в южной части Ивановской области на расстоянии приблизительно 17 км на юг по прямой от районного центра города Шуя.

## История
На карте 1850 года деревня уже была. В 1859 году здесь (тогда деревня Затхлино или Затлосинье в составе Ковровского уезда Владимирской губернии) было учтено 17 дворов. На карте 1941 года показана как Затхлино (Дюково).

## Население
Постоянное население составляло 233 человека (1859 год), 17 в 2002 году (русские 100 %), 6 в 2010.